# Изотова, Екатерина
Екатерина Изотова (9 ноября 1990, Белоруссия) — белорусская профессиональная спортсменка-боксёр.
Многократная победительница различных турниров по тайскому боксу. Чемпионка мира по тайскому боксу по версиям WMF (2009), pro am WMF (2010) и WMF PRO (2010).

## Спортивная карьера

### Профессиональный бокс
21 июня 2013 года дебютировала в профессиональном боксе, победив по очкам Яну Ляшко. Этот бой прошёл в рамках вечера бокса, главным событием которого стал поединок за титул чемпиона мира в 1-м тяжёлом весе по версии WBC между Кшиштофом Влодарчиком и Рахимом Чахкиевым.

## Статистика боёв

### Профессиональный бокс
В таблице перечислены результаты всех поединков боксёров.
В каждой строке указан результат поединка. Дополнительно номер поединка обозначен цветом, который обозначает итог поединка. Расшифровка обозначений и цветов представлена в нижеследующей таблице.
| Пример | Расшифровка                     |
| ------ | ------------------------------- |
|        | Победа                          |
|        | Ничья                           |
|        | Поражение                       |
|        | Планируемый поединок            |
|        | Поединок признан несостоявшимся |
| КО     | Нокаут                          |
| ТКО    | Технический нокаут              |
| PTS    | Решение судей (по очкам)        |
| UD     | Единогласное решение судей      |
| MD     | Решение большинства судей       |
| SD     | Раздельное решение судей        |
| RTD    | Отказ от продолжения боя        |
| DQ     | Дисквалификация                 |
| NC     | Поединок признан несостоявшимся |

| Бой | Дата             | Соперник                 | Место проведения                                           | Результат | Примечание                                                 |
| --- | ---------------- | ------------------------ | ---------------------------------------------------------- | --------- | ---------------------------------------------------------- |
| 5   | 1 марта 2015     | Яна Денисова(дебют)      | Boxing & Gym Academy, Москва, Россия                       | TKO2(6)   | Бой остановлен во 2-м раунде из-за рассечения у Денисовой. |
| 4   | 23 марта 2014    | Агнес Дракслер(6-4-0)    | СК «Знамя», Ногинск, Московская область, Россия            | TKO3(6)   |                                                            |
| 3   | 16 ноября 2013   | Анна Поскребышева(дебют) | Ivanhoe Country Club, Подольск, Московская область, Россия | MD6(6)    | Счёт судей: 57/57, 58/56, 59/55.                           |
| 2   | 28 сентября 2013 | Ирина Парахина(дебют)    | Bentley Centre, Барвиха, Московская область, Россия        | SD4(4)    | Счёт судей: 38/39, 38/38, 39/37.                           |
| 1   | 21 июня 2013     | Яна Ляшко(дебют)         | ДС Динамо, Москва, Россия                                  | UD4(4)    | Счёт судей: 39/38, 40/37, 40/36.                           |
| Бой | Дата             | Соперник                 | Место проведения                                           | Результат | Примечание                                                 |

## Титулы

### Тайский бокс

#### Любительский спорт
- 5-кратная чемпионка Республики Беларусь (до 51 кг): 2006, 2007, 2008, 2009, 2010.
- Обладательница Кубка России (до 51 кг): 2008.
- Серебряный призёр чемпионата мира IFMA (до 51 кг): 2007.
- Победительница первенства мира среди юниоров IFMA (до 51 кг): 2008.
- Чемпионка Европы IFMA (до 51 кг): 2008.
- Чемпионка мира WMF (до 51 кг): 2009.
- Чемпионка мира pro am WMF (до 51 кг): 2010.

#### Профессиональный спорт
- Чемпионка Европы WKN (до 52 кг): 2009.
- Чемпионка мира WMF PRO (до 52 кг): 2010.